# Margus Konnula

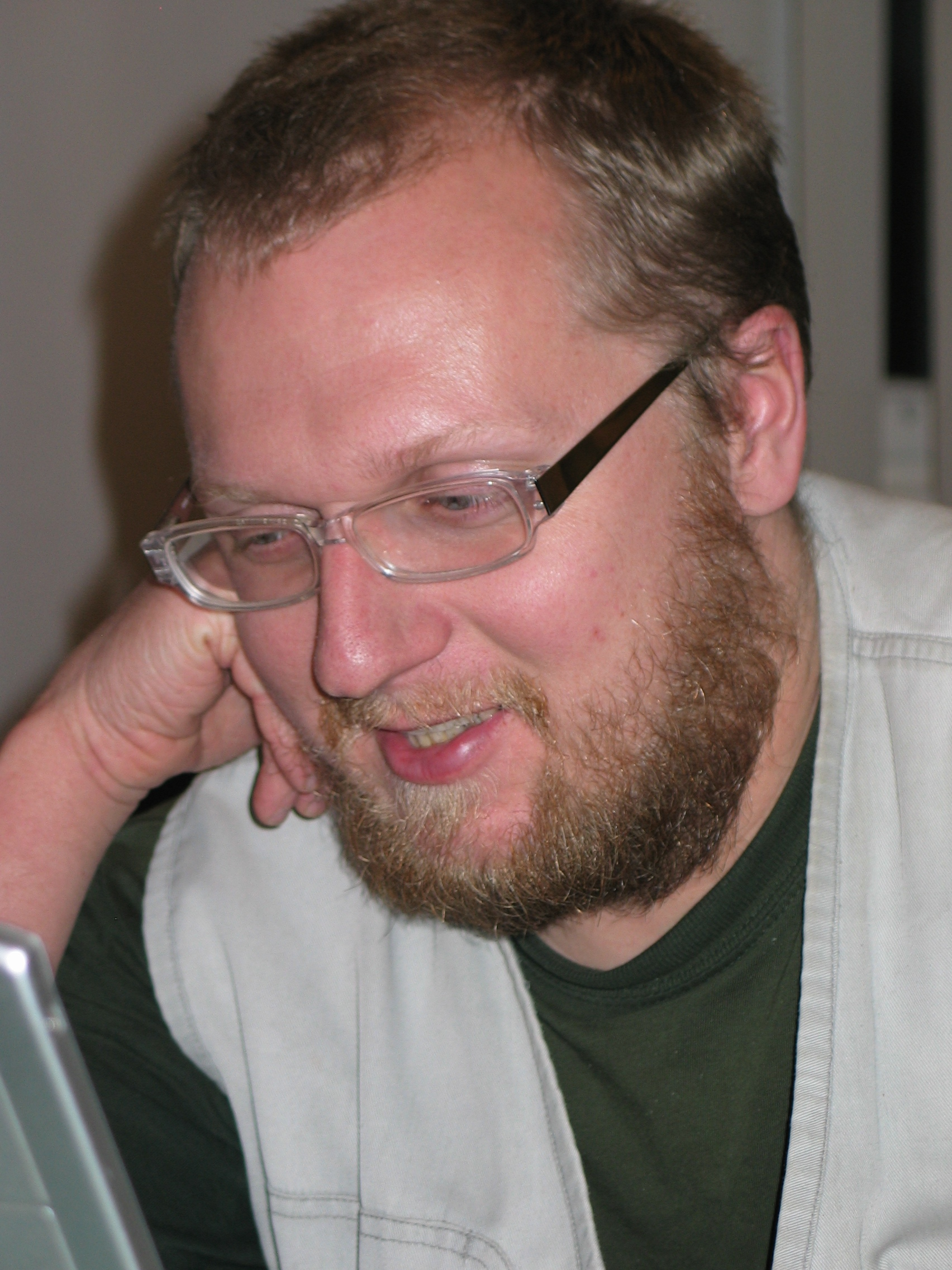
Margus Konnula (2006)

Margus Konnula, Pseudonym Contra (* 22. März 1974 in Urvaste) ist ein estnischer Schriftsteller.

## Leben
Konnula ist im südestnischen Urvaste geboren und hat dort und in den benachbarten Orten Kuldre und Antsla die Schule besucht. Nach dem Abitur (1992) leistete er seinen Wehrdienst ab (1993–1994) und arbeitete ab 1994 als Briefträger. Später war er im gehobenen Postdienst. Seit 1999 ist er freiberuflicher Schriftsteller.
Von 2004 bis 2008 war er Redakteur beim Gemeindeblatt von Urvaste.
Mitglied des estnischen Schriftstellerverbandes ist er seit 1997.

## Werk
Konnula ist in erster Linie Lyriker und bekannt für seine zahlreichen virtuosen Wortspiele und Reime. Dabei sind deutliche Berührungspunkte mit der estnischen Folklore festzustellen, die der Dichter in seinen Anfangsjahren auch durch sein Auftreten betonte. Beispielsweise stellte er sich in den Überlandbussen in Estland in den Mittelgang und begann seine Gedichte zu rezitieren, bevor er danach seine im Selbstverlag erschienenen Lyrikbändchen verkaufte. Dabei tat es der Sache keinen Abbruch, dass der Autor nach Meinung mancher Kritiker nicht unbedingt die Stimme halten konnte, denn das konnten die alten Volkssängerinnen auch nicht.
In den Anfangsjahren beschrieb er einmal mit einem Augenzwinkern – und einem erneuten Wortspiel – seine Rolle folgendermaßen: „Ich bin wahrlich Lyrikmist – Mist ist ja Dünger –, weswegen die Kritik sich von mir fernhält, weil ich stinke. Aber in Wahrheit bin ich eine notwendige Erscheinung.“ Er bezog sich hiermit unter anderem darauf, dass die etablierte Kritik ihn links liegen ließ und nicht ernst nahm. Gleichzeitig war er durch seine Auftritte in den Medien sehr bekannt und beliebt. Als Kostprobe seiner innovativen Reime sei das absurde Paar baskitar/basskitarr, womit im Estnischen eine Baskin (baskitar) und eine Bassgitarre (basskitarr) bezeichnet werden, angeführt. Da es im Estnischen kurze und lange Konsonanten gibt, ist der Unterschied (zwischen einfachem oder doppelten s bzw. r) auch tatsächlich hörbar.
Konnula veröffentlichte seine Gedichtbände nahezu ausschließlich im Selbstverlag, den er bezeichnenderweise Mina ise (Ich selbst) genannt hat. Mittlerweile sind über zwanzig, meist sehr schmale Bände erschienen. Der Autor gehört trotz seines teilweise betont alternativen Auftretens zum literarischen Establishment von Estland. Er ist ein gefragter Rezitator und in Schulen und Radioshows ein gerne gesehener (gehörter) Gast.

## Gedichtbände
- "Ohoh!" (1995)
- "Üüratu üürlane" (Kolossalkreischer, 1996)
- "Kesmasolin" (Werbinichdann, 1996)
- "Contramutter – 10. lend" (Gegenschraubenmutter, 1997)
- "Tarczan" (1998)
- "Ei ole mina su raadio" (Ich bin doch nicht dein Radio, 1998)
- "Päike ja lamp" (Sonne und Lampe, 1998)
- "Naine on mees" (Frau ist Mann, 1999)
- "Suusamütsi tutt (Der Bommel der Skimùtze, 2001)
- ""Lugejad sügisel tibutavad..."" (Im Herbst regnet’s Leser, ohne Titel, 2001)
- "Tähekaardid" (ABC-Karten, 2002, Kartenpäckchen)
- "Tuul kägistab ust" (Der Wind würgt die Tür / lässt sie knarren, 2002)
- "Contrarünnak" (Gegenangriff, 2004)
- "Liivatee imepeen seeme" (Der wunderbar feine Samen des Sandwegs, 2005)
- "Minu jonn" (Mein Starrsinn, 2006)
- "Kuuseebu" (Oh Dannebaum, 2006)
- "Tahaksin olla autobuss" (Ich wäre gerne ein Bus, 2008)
- "Contra aastahing 2010" (Contras Jahresseele 2010, 2009)
- "Poiste aabits" (Jungenalphabet, 2010)
- "Okseoksjon" (Kotzauktion, 2011)
- "Urvaplaaster" (Kätzchenpflaster, 2012)

Neben seinen Gedichten hat Konnula auch Schauspieltexte und Kindergedichte publiziert.

## Preise
- 2001 Bernard Kangro Literaturpreis
- 2007 Oskar Luts-Humorpreis
- 2011 Lesezeichen [estn. "Järje hoidja"], gemeinsam mit Urmas Nemvalts

## Deutsche Übersetzungen
Bislang sind nur einige Gedichtproben von Contra in der Zeitschrift estonia erschienen. Gisbert Jänicke übersetzte für die Nummer 2/2002 acht Gedichte aus dem Band Suusamütsi tutt ('Der Bommel der Skimütze', Urvaste-Tartu 2001).